# Rhodinia diana
Rhodinia diana är en fjärilsart som beskrevs av Charles Oberthür 1886. Rhodinia diana ingår i släktet Rhodinia och familjen påfågelsspinnare. Inga underarter finns listade.